# 新派因克里克 (加利福尼亞州)
新派恩克里克（英語：New Pine Creek）是位於美國加利福尼亞州莫多克縣的一個人口普查指定地區。

## 地理
新派恩克里克的座標為41°12′29″N 120°17′50″W / 41.20806°N 120.29722°W，而該地最高點為海拔高度1476米（即4842英尺）。

## 人口
根據2010年美國人口普查的數據，新派恩克里克的面積為5.918平方千米，當中陸地面積為5.918平方千米，而水域面積為0.000平方千米。當地共有人口98人，而人口密度為每平方千米16人。